# 1089

## Úmrtí
- 28. května Lanfrank z Pavie (* cca 1010)
- hrabě Theobald III. z Blois

## Hlava státu
- České království – Vratislav II.
- Svatá říše římská – Jindřich IV. – Konrád Francký vzdorokrál
- Papež – Urban II.
- Anglické království – Vilém II. Ryšavý
- Francouzské království – Filip I.
- Polské knížectví – Vladislav I. Herman
- Uherské království – Ladislav I.
- Byzantská říše – Alexios I. Komnenos